# جیمز پاتریک
جیمز پاتریک (انگلیسی: James Patrick؛ زادهٔ ۱۴ ژوئن ۱۹۶۳) بازیکن هاکی روی یخ اهل کانادا است.
از باشگاه‌هایی که در آن بازی کرده‌است می‌توان به کلگری فلیمس و نیویورک رنجرز اشاره کرد.